# Оператер (филм из 2015)
Оператер или На линији (енгл. Operator) амерички је акциони драмски трилер из 2015. Главне улоге су Винг Рејмс, Лук Гос, Миша Бартон и Мајкл Паре. Филм је продуцирао DV3, уз GA2; издао га је Alchemy (САД) тј. 101 Films (УК).

## Радња
Ћерка полицијског оператера Памеле (Бартон) и њеног мужа Џеремија (Гос), полицијског службеника, бива киднапована и заробљена као талац; родитељи су у очају, без избора осим да прате правила киднапера. Памела мора да шаље поруке преко диспечера за полицијске и ватрогасне јединице, које одлазе на удаљене локације на којима се сусрећу с хаотичним ситуацијама. Не знајући ко или зашто то ради, пар мора да сарађује јер иначе ће бити одговорни за највећи злочин у историји града. У трци с временом праве животне одлуке — разапети између спасавања града и своје ћерке.

## Постава
| Глумац       | Улога        |
| ------------ | ------------ |
| Винг Рејмс   | Ричард       |
| Лук Гос      | Џереми Милер |
| Миша Бартон  | Памела Милер |
| Мајкл Паре   | Хауард       |
| Рајли Бандик | Каси         |
| Тони Демил   | Тони         |